# 5425 Vojtěch
5425 Vojtěch là một tiểu hành tinh vành đai chính với chu kỳ quỹ đạo là 1404.4213447 ngày (3.85 năm).
Nó được phát hiện ngày 20 tháng 9 năm 1984.